# 别科
别科（日语：／ bekka */?）是日本教育術語，指大学、短期大学等学校设立的，以有入学资格者为对象，以升學為目的日語學習，施予程度较为简单的技能教育之课程。授课年限1年為多，部分學校提供半年、1年半、2年或3年課程。

## 簡介
留学生别科，是指在日本的大学或短期大学中设立的，以留学生、研究生、研究员等为对象的准备教育。
一般教授日语·日本概况·日本文化以及其他必要科目。在本國完成12年正規學校教育，或具備同等以上學力者，且年齡為18歲至30歲。就讀大學別科意味著在大學就讀，因此必須完成12年教育才能符合入學條件。或完成日本文部大臣所認可之國家教育機構之「準備教育課程」者，且滿18歲。由於別科是隸屬於某個大學，別科的學生享有隸屬大學裡的一切優惠和待遇，包括使用大學內的一切設施與特殊權益等等。畢業後的學生如果希望就讀所隸屬的大學，根據在本國所取得學分的認定與學歷可以參加大學學部3年級的插班考試、推薦保送入學或享受入學金減免的優惠。當然，別科畢業的學生也可以考其他的大學或研究所。